# Quartier des Enfants-Rouges
Quartier des Enfants-Rouges är Paris 10:e administrativa distrikt, beläget i tredje arrondissementet. Distriktet är uppkallat efter Hospice des Enfants-Rouges, ett hittebarnshus, grundat år 1536 av Margareta av Angoulême.
Tredje arrondissementet består även av distrikten Arts-et-Métiers, Archives och Sainte-Avoye.

## Byggnadsverk och gator
- Square du Temple – Elie-Wiesel
- Passage Vendôme
- Boulevard des Filles-du-Calvaire
- Boulevard du Temple
- Rue Vieille-du-Temple

## Bilder
| - De fyra administrativa distrikten i Paris tredje arrondissement. - Lämningarna efter Hospice des Enfants-Rouges i hörnet av Rue des Archives och Rue Portefoin. - Passage Vendôme. |

## Kommunikationer
- Tunnelbana – linje  – Temple
- Tunnelbana – linjerna      – République
- Tunnelbana – linje  – Filles du Calvaire